# Economía de Pando
La Economía del Departamento de Pando es la novena economía de Bolivia, representando al 0,91 % del total de la Economía de Bolivia contribuyendo de esa manera con alrededor de 339 millones de dólares al producto interno bruto de Bolivia de 2017. El PIB per cápita pandino se encuentra por debajo del PIB per cápita promedio de Bolivia.
La economía Pandina se compone de varios sectores como el sector primario (agricultura), el sector secundario (industrial), el sector terciario (servicios), y finalmente los impuestos y derechos de importaciones.

## Producto interno bruto (PIB)
A nivel nacional, la economía del Departamento de Pando es la última de Bolivia ocupando el noveno lugar. El PIB pandino aporta con el 0,91 % a la Economía total de Bolivia. 
| Departamentos de Bolivia según el tamaño de su Economía PIB (Producto interno bruto) en 2017 | Departamentos de Bolivia según el tamaño de su Economía PIB (Producto interno bruto) en 2017 | Departamentos de Bolivia según el tamaño de su Economía PIB (Producto interno bruto) en 2017 | Departamentos de Bolivia según el tamaño de su Economía PIB (Producto interno bruto) en 2017 | Departamentos de Bolivia según el tamaño de su Economía PIB (Producto interno bruto) en 2017 |
| Posición                                                                                     | Departamento                                                                                 | PIB 2017                                                                                     | PIB 2016                                                                                     | PIB 2015                                                                                     |
| -------------------------------------------------------------------------------------------- | -------------------------------------------------------------------------------------------- | -------------------------------------------------------------------------------------------- | -------------------------------------------------------------------------------------------- | -------------------------------------------------------------------------------------------- |
| 1.º                                                                                          | Santa Cruz                                                                                   | US$ 10.848 millones                                                                          | US$ 9.893 millones                                                                           | US$ 9.478 millones                                                                           |
| 2.º                                                                                          | La Paz                                                                                       | US$ 10.604 millones                                                                          | US$ 9.518 millones                                                                           | US$ 8.919 millones                                                                           |
| 3.º                                                                                          | Cochabamba                                                                                   | US$ 5.596 millones                                                                           | US$ 5.287 millones                                                                           | US$ 4.994 millones                                                                           |
|                                                                                              |                                                                                              |                                                                                              |                                                                                              |                                                                                              |
| 4.º                                                                                          | Tarija                                                                                       | US$ 3.030 millones                                                                           | US$ 2.744 millones                                                                           | US$ 3.581 millones                                                                           |
| 5.º                                                                                          | Potosí                                                                                       | US$ 2.484 millones                                                                           | US$ 2.105 millones                                                                           | US$ 1.835 millones                                                                           |
| 6.º                                                                                          | Oruro                                                                                        | US$ 1.999 millones                                                                           | US$ 1.670 millones                                                                           | US$ 1.568 millones                                                                           |
|                                                                                              |                                                                                              |                                                                                              |                                                                                              |                                                                                              |
| 7.º                                                                                          | Chuquisaca                                                                                   | US$ 1.874 millones                                                                           | US$ 1.714 millones                                                                           | US$ 1.711 millones                                                                           |
| 8.º                                                                                          | Beni                                                                                         | US$ 1.004 millones                                                                           | US$ 943 millones                                                                             | US$ 860 millones                                                                             |
| 9.º                                                                                          | Pando                                                                                        | US$ 339 millones                                                                             | US$ 310 millones                                                                             | US$ 292 millones                                                                             |
| Total                                                                                        | Bolivia                                                                                      | US$ 37.782 millones                                                                          | US$ 34.188 millones                                                                          | US$ 33.240 millones                                                                          |
| Fuente: Instituto Nacional de Estadística de Bolivia INE (2018)                              |                                                                                              |                                                                                              |                                                                                              |                                                                                              |

## PIB per cápita
El PIB per cápita del Departamento de Pando se encuentra en el penúltimo lugar ocupando el octavo puesto por debajo del promedio de Bolivia. 
| Departamentos de Bolivia por riqueza promedio de habitante (Producto interno bruto per cápita) en 2017 | Departamentos de Bolivia por riqueza promedio de habitante (Producto interno bruto per cápita) en 2017 | Departamentos de Bolivia por riqueza promedio de habitante (Producto interno bruto per cápita) en 2017 | Departamentos de Bolivia por riqueza promedio de habitante (Producto interno bruto per cápita) en 2017 | Departamentos de Bolivia por riqueza promedio de habitante (Producto interno bruto per cápita) en 2017 |
| Posición                                                                                               | Departamento                                                                                           | PIB per Cápita 2017                                                                                    | PIB per Cápita 2016                                                                                    | PIB per Cápita 2015                                                                                    |
| --- | --- | --- | --- | --- |
| 1.º | Tarija                                                                                                 | US$ 5.477 Dólares                                                                                      | US$ 5.051 Dólares                                                                                      | US$ 6.714 Dólares                                                                                      |
| 2.º | Oruro                                                                                                  | US$ 3.760 Dólares                                                                                      | US$ 3.178 Dólares                                                                                      | US$ 3.019 Dólares                                                                                      |
| 3.º | La Paz                                                                                                 | US$ 3.705 Dólares                                                                                      | US$ 3.349 Dólares                                                                                      | US$ 3.160 Dólares                                                                                      |
| | | | | |
| 4.º | Santa Cruz                                                                                             | US$ 3.442 Dólares                                                                                      | US$ 3.214 Dólares                                                                                      | US$ 3.154 Dólares                                                                                      |
| 5.º | Chuquisaca                                                                                             | US$ 3.017 Dólares                                                                                      | US$ 2.783 Dólares                                                                                      | US$ 2.801 Dólares                                                                                      |
| 6.º | Cochabamba                                                                                             | US$ 2.879 Dólares                                                                                      | US$ 2.760 Dólares                                                                                      | US$ 2.645 Dólares                                                                                      |
| | | | | |
| 7.º | Potosí                                                                                                 | US$ 2.821 Dólares                                                                                      | US$ 2.410 Dólares                                                                                      | US$ 2.116 Dólares                                                                                      |
| 8.º | Pando                                                                                                  | US$ 2.442 Dólares                                                                                      | US$ 2.317 Dólares                                                                                      | US$ 2.266 Dólares                                                                                      |
| 9.º | Beni                                                                                                   | US$ 2.173 Dólares                                                                                      | US$ 2.069 Dólares                                                                                      | US$ 1.914 Dólares                                                                                      |
| Total                                                                                                  | Bolivia                                                                                                | US$ 3.390 Dólares                                                                                      | US$ 3.112 Dólares                                                                                      | US$ 3.071 Dólares                                                                                      |
| Fuente: Instituto Nacional de Estadística de Bolivia INE (2018)                                        | | | | |

## Evolución de la Economía Pandina
Evolución Histórica del PIB del Departamento de Pando (en millones de dólares)
Fuente: Instituto Nacional de Estadística de Bolivia
Departamentos de Bolivia según el tamaño de su Economía 
 PIB (Producto interno bruto) en 2017 (en millones de dólares)
Fuente: Instituto Nacional de Estadística de Bolivia

## PIB por sectores
Uno de los principales actividades que mueve la economía Pandina es el sector de la Agricultura, Silvicultura, Caza y Pesca que pertenece al sector primario. Solamente este sector llega a producir el 26 % del producto interno bruto (PIB) total del Departamento de Pando, siendo uno de los más grandes e importantes del departamento, que con su producción anual va aportando mucho al crecimiento de la economía Pandina.    

### Sector Primario

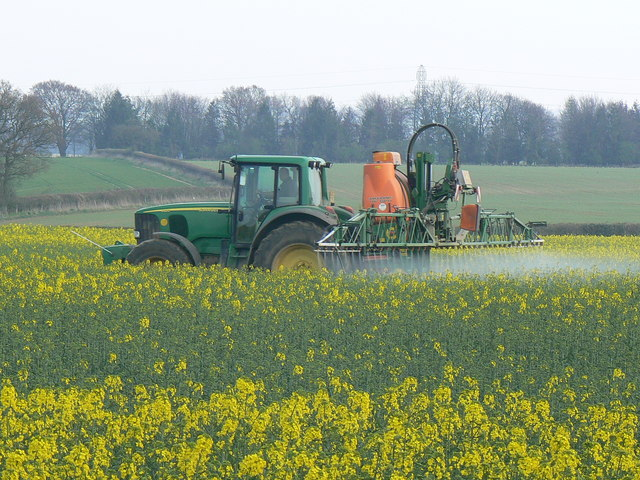
Agricultura.

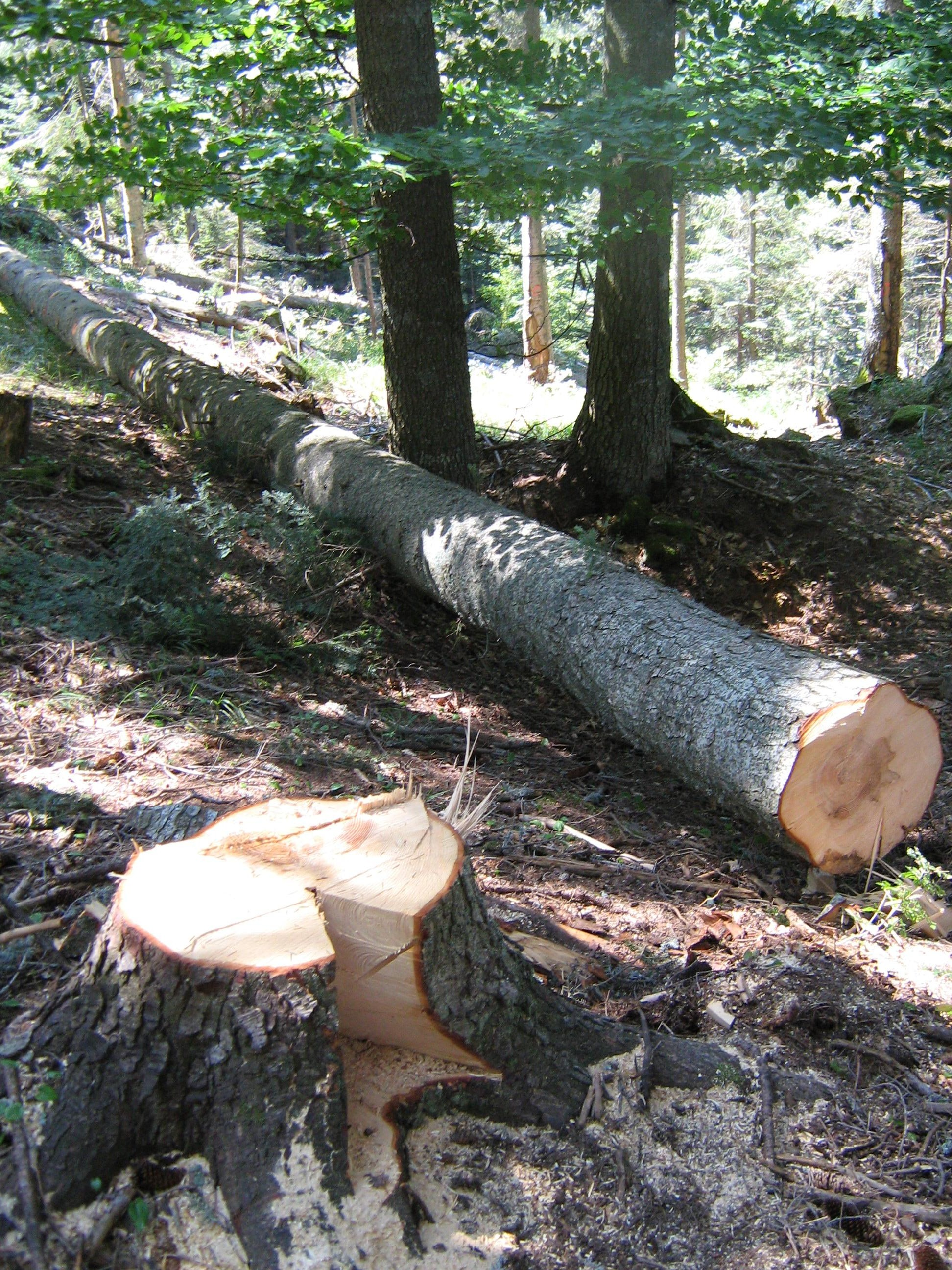
Silvicultura.

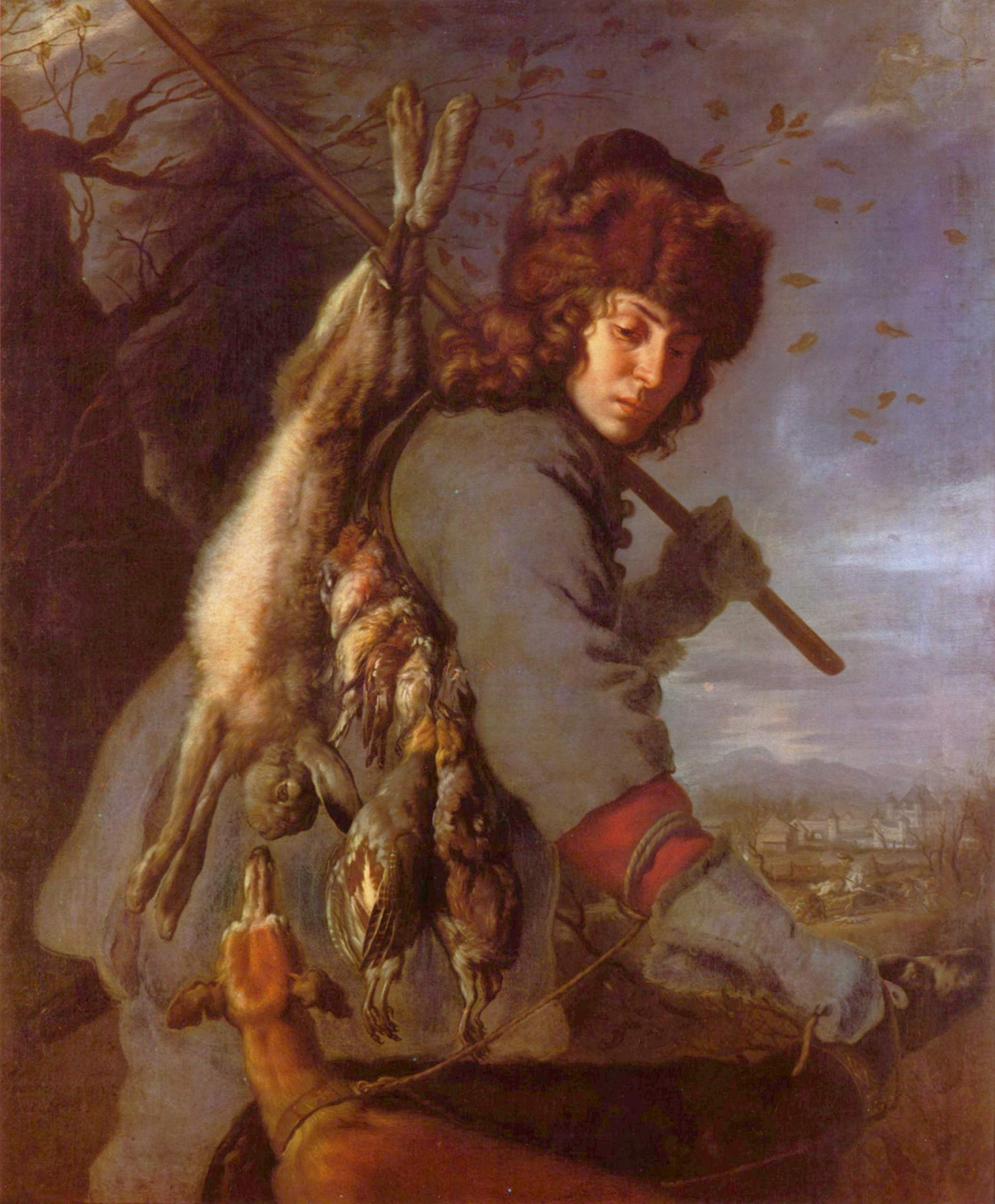
Caza.Hombre del año 1642 después de cazar

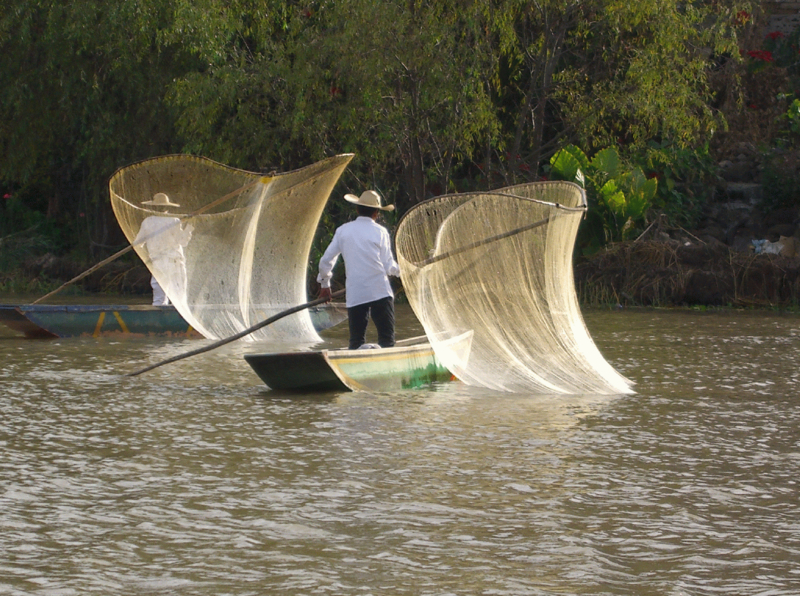
Pesca. Hombre pescando en el río.

El sector primario del Departamento de Pando se encuentra conformado por la Agricultura, Silvicultura, Caza y Pesca y genera (produce) alrededor de 89 millones de dólares para el producto interno bruto del departamento. Su participación en el PIB de Departamental  es del 26 %, convirtiéndose de esta manera en una de las más grandes actividades económicas del Departamento de Pando

#### Agricultura, Silvicultura, Caza y Pesca
| Producción de la Agricultura, Silvicultura, Caza y Pesca          | Producción de la Agricultura, Silvicultura, Caza y Pesca | Producción de la Agricultura, Silvicultura, Caza y Pesca | Producción de la Agricultura, Silvicultura, Caza y Pesca | Producción de la Agricultura, Silvicultura, Caza y Pesca |
| Departamento de Pando                                             | Departamento de Pando                                    | A nivel nacional                                         | A nivel nacional                                         | A nivel nacional                                         |
| Año                                                               | PIB (en dólares)                                         | Posición                                                 | Departamento                                             | PIB                                                      |
| ----------------------------------------------------------------- | -------------------------------------------------------- | -------------------------------------------------------- | -------------------------------------------------------- | -------------------------------------------------------- |
| 1988                                                              | US$ 10.808.269                                           | 1.º                                                      | Santa Cruz                                               | US$ 1 867 millones                                       |
| 1989                                                              | US$ 10.861.773                                           | 2.º                                                      | La Paz                                                   | US$ 736 millones                                         |
| Década de 1990                                                    | Década de 1990                                           | 3.º                                                      | Cochabamba                                               | US$ 573 millones                                         |
| 1990                                                              | US$ 11.228.086                                           | 4.º                                                      | Chuquisaca                                               | US$ 300 millones                                         |
| 1991                                                              | US$ 10.669.015                                           | 5.º                                                      | Beni                                                     | US$ 281 millones                                         |
| 1992                                                              | US$ 10.995.969                                           | 6.º                                                      | Potosí                                                   | US$ 237 millones                                         |
| 1993                                                              | US$ 10.988.262                                           | 7.º                                                      | Tarija                                                   | US$ 197 millones                                         |
| 1994                                                              | US$ 10.504.323                                           | 8.º                                                      | Oruro                                                    | US$ 93 millones                                          |
| 1995                                                              | US$ 11.191.444                                           | 9.º                                                      | Pando                                                    | US$ 89 millones                                          |
| 1996                                                              | US$ 14.010.877                                           | Total                                                    | Bolivia                                                  | US$ 4 378 millones                                       |
| 1997                                                              | US$ 14.768.046                                           |                                                          |                                                          |                                                          |
| 1998                                                              | US$ 14.982.727                                           |                                                          |                                                          |                                                          |
| 1999                                                              | US$ 16.130.689                                           |                                                          |                                                          |                                                          |
| Década de 2000                                                    |                                                          |                                                          |                                                          |                                                          |
| 2000                                                              | US$ 18.422.528                                           |                                                          |                                                          |                                                          |
| 2001                                                              | US$ 19.728.983                                           |                                                          |                                                          |                                                          |
| 2002                                                              | US$ 18.536.363                                           |                                                          |                                                          |                                                          |
| 2003                                                              | US$ 17.771.204                                           |                                                          |                                                          |                                                          |
| 2004                                                              | US$ 21.099.494                                           |                                                          |                                                          |                                                          |
| 2005                                                              | US$ 23.048.756                                           |                                                          |                                                          |                                                          |
| 2006                                                              | US$ 25.373.869                                           |                                                          |                                                          |                                                          |
| 2007                                                              | US$ 29.006.290                                           |                                                          |                                                          |                                                          |
| 2008                                                              | US$ 37.932.311                                           |                                                          |                                                          |                                                          |
| 2009                                                              | US$ 43.887.643                                           |                                                          |                                                          |                                                          |
| Década de 2010                                                    |                                                          |                                                          |                                                          |                                                          |
| 2010                                                              | US$ 49.977.873                                           |                                                          |                                                          |                                                          |
| 2011                                                              | US$ 58.998.110                                           |                                                          |                                                          |                                                          |
| 2012                                                              | US$ 68.690.087                                           |                                                          |                                                          |                                                          |
| 2013                                                              | US$ 74.202.915                                           |                                                          |                                                          |                                                          |
| 2014                                                              | US$ 72.967.346                                           |                                                          |                                                          |                                                          |
| 2015                                                              | US$ 76.266.763                                           |                                                          |                                                          |                                                          |
| 2016                                                              | US$ 83.787.172                                           |                                                          |                                                          |                                                          |
| 2017                                                              | US$ 89.103.498                                           |                                                          |                                                          |                                                          |
| Fuente: Instituto Nacional de Estadística de Bolivia (INE) (2018) |                                                          |                                                          |                                                          |                                                          |

| División del Área de Agricultura, Silvicultura, Caza y Pesca en el Departamento de Pando en 2017 | División del Área de Agricultura, Silvicultura, Caza y Pesca en el Departamento de Pando en 2017 | División del Área de Agricultura, Silvicultura, Caza y Pesca en el Departamento de Pando en 2017 | División del Área de Agricultura, Silvicultura, Caza y Pesca en el Departamento de Pando en 2017 |
| Posición                                                                                         | Actividad Económica                                                                              | Producción En Bolivianos                                                                         | Producción En dólares                                                                            |
| ------------------------------------------------------------------------------------------------ | ------------------------------------------------------------------------------------------------ | ------------------------------------------------------------------------------------------------ | ------------------------------------------------------------------------------------------------ |
| 1.º                                                                                              | Silvicultura, Caza y Pesca                                                                       | Bs 397.966.000                                                                                   | US$ 58.012.536                                                                                   |
| 2.º                                                                                              | Productos Agrícolas No Industriales                                                              | Bs 190.669.000                                                                                   | US$ 27.794.314                                                                                   |
| 3.º                                                                                              | Productos Pecuarios                                                                              | Bs 21.660.000                                                                                    | US$ 3.157.434                                                                                    |
| 4.º                                                                                              | Productos Agrícolas Industriales                                                                 | Bs 954.000                                                                                       | US$ 139.067                                                                                      |
| 5.º                                                                                              | Coca                                                                                             | Bs 0                                                                                             | US$ 0                                                                                            |
| Total                                                                                            | Agricultura, Silvicultura, Caza y Pesca                                                          | Bs 611.250.000                                                                                   | US$ 89.103.498                                                                                   |
| Fuente: Instituto Nacional de Estadística de Bolivia INE (2018)                                  |                                                                                                  |                                                                                                  |                                                                                                  |

| Departamentos de Bolivia por producción de Agricultura, Silvicultura, Caza y Pesca en 2017 | Departamentos de Bolivia por producción de Agricultura, Silvicultura, Caza y Pesca en 2017 | Departamentos de Bolivia por producción de Agricultura, Silvicultura, Caza y Pesca en 2017 | Departamentos de Bolivia por producción de Agricultura, Silvicultura, Caza y Pesca en 2017 | Departamentos de Bolivia por producción de Agricultura, Silvicultura, Caza y Pesca en 2017 |
| Posición                                                                                   | Departamento                                                                               | Producción En Bolivianos                                                                   | Producción En dólares                                                                      | % de su PIB                                                                                |
| ------------------------------------------------------------------------------------------ | ------------------------------------------------------------------------------------------ | ------------------------------------------------------------------------------------------ | ------------------------------------------------------------------------------------------ | ------------------------------------------------------------------------------------------ |
| 1.º                                                                                        | Santa Cruz                                                                                 | Bs 12.812 millones                                                                         | US$ 1.867 millones                                                                         | 17,22                                                                                      |
| 2.º                                                                                        | La Paz                                                                                     | Bs 5.053 millones                                                                          | US$ 736 millones                                                                           | 6,95                                                                                       |
| 3.º                                                                                        | Cochabamba                                                                                 | Bs 3.935 millones                                                                          | US$ 573 millones                                                                           | 10,25                                                                                      |
| 4.º                                                                                        | Chuquisaca                                                                                 | Bs 2.060 millones                                                                          | US$ 300 millones                                                                           | 16,02                                                                                      |
| 5.º                                                                                        | Beni                                                                                       | Bs 1.931 millones                                                                          | US$ 281 millones                                                                           | 28,05                                                                                      |
| 6.º                                                                                        | Potosí                                                                                     | Bs 1.631 millones                                                                          | US$ 237 millones                                                                           | 9,57                                                                                       |
| 7.º                                                                                        | Tarija                                                                                     | Bs 1.357 millones                                                                          | US$ 197 millones                                                                           | 6,53                                                                                       |
| 8.º                                                                                        | Oruro                                                                                      | Bs 643 millones                                                                            | US$ 93 millones                                                                            | 4,69                                                                                       |
| 9.º                                                                                        | Pando                                                                                      | Bs 611 millones                                                                            | US$ 89 millones                                                                            | 26,24                                                                                      |
| Total                                                                                      | Bolivia                                                                                    | Bs 30.037 millones                                                                         | US$ 4.378 millones                                                                         | 11,60                                                                                      |
| Fuente: Instituto Nacional de Estadística de Bolivia INE (2018)                            |                                                                                            |                                                                                            |                                                                                            |                                                                                            |

### Sector Secundario

#### Extracción de Minas y Canteras

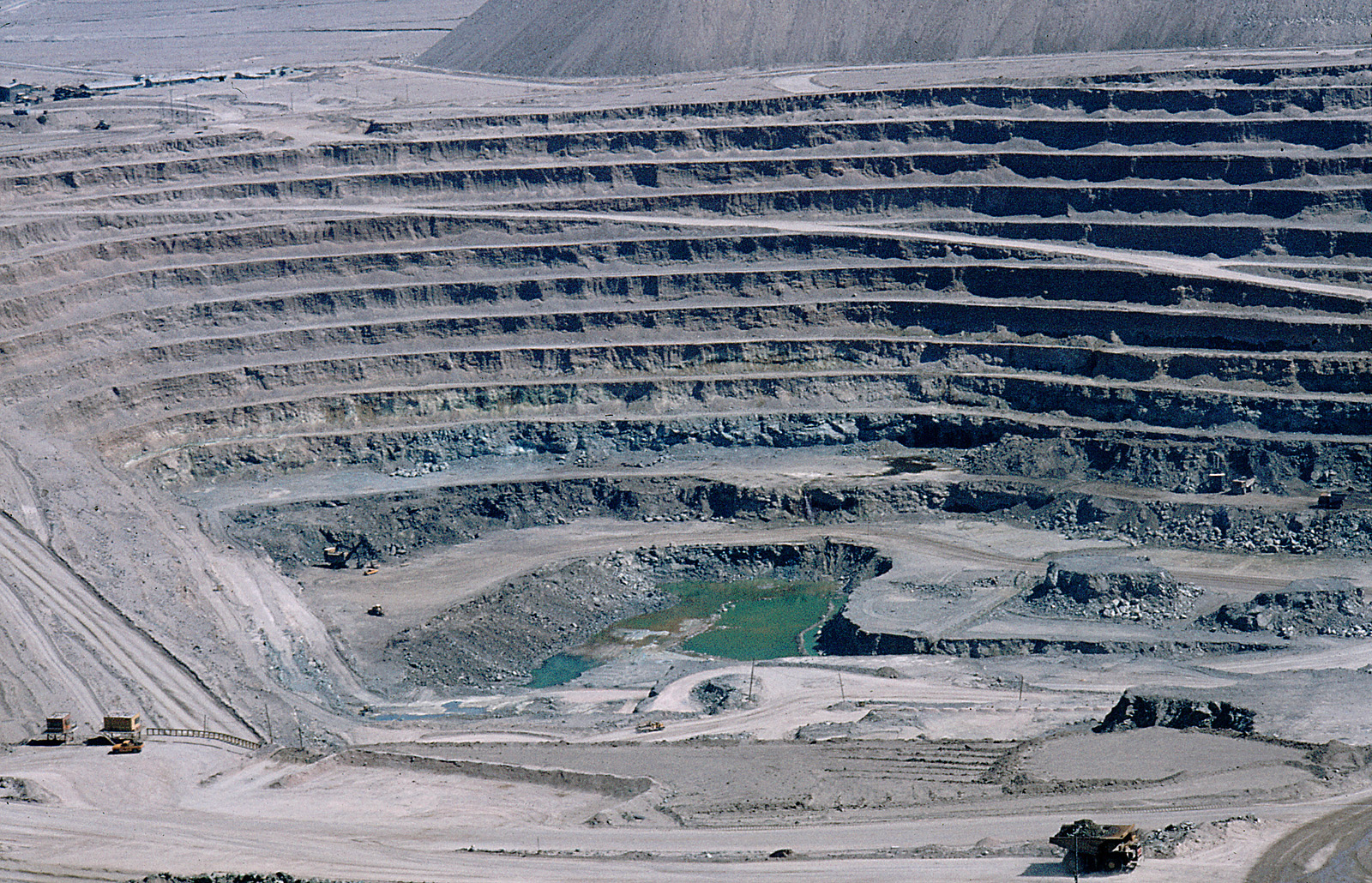
Cantera. Vista de una Mina a cielo abierto.

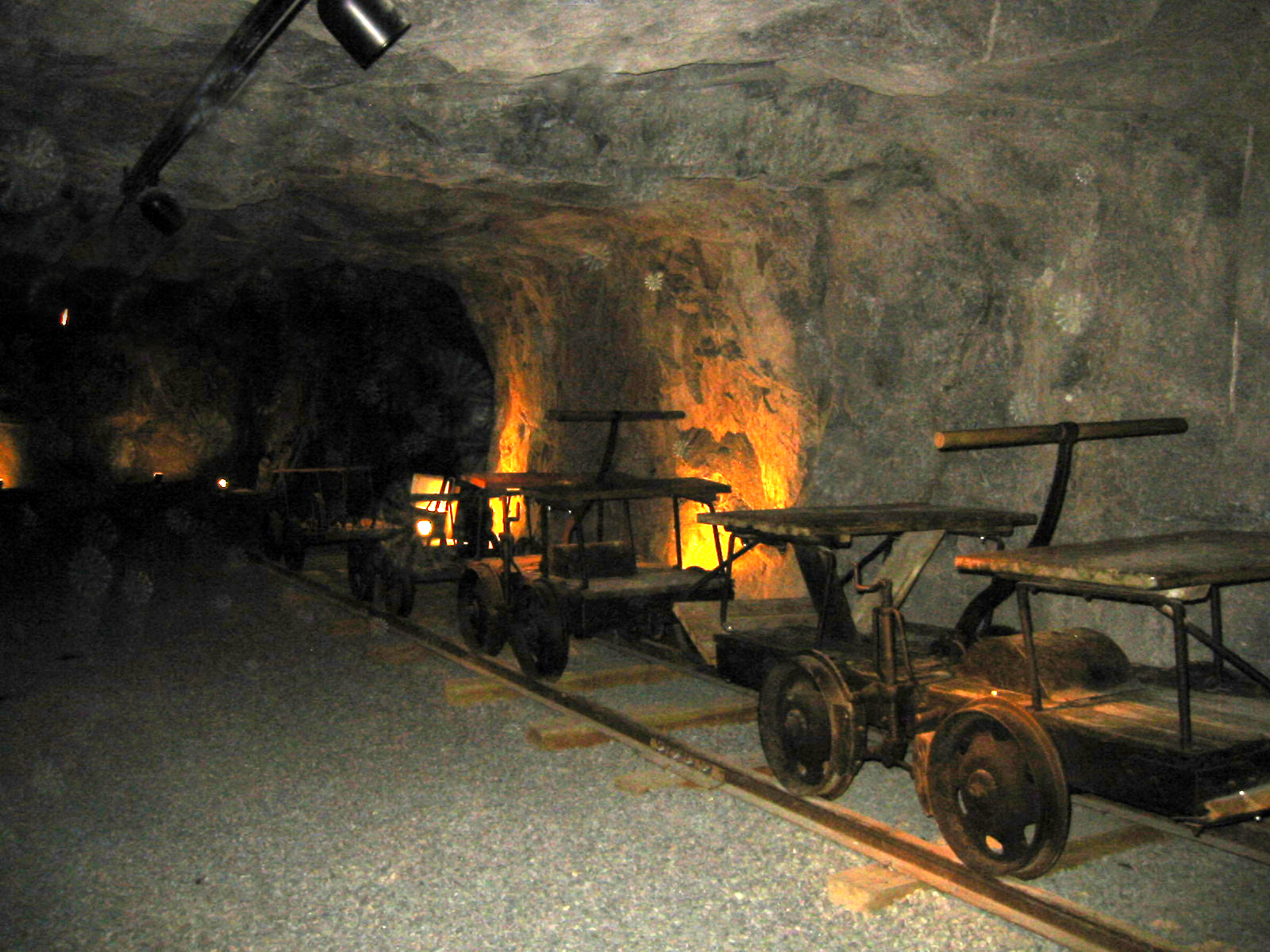
Vista de una Mina Subterránea.

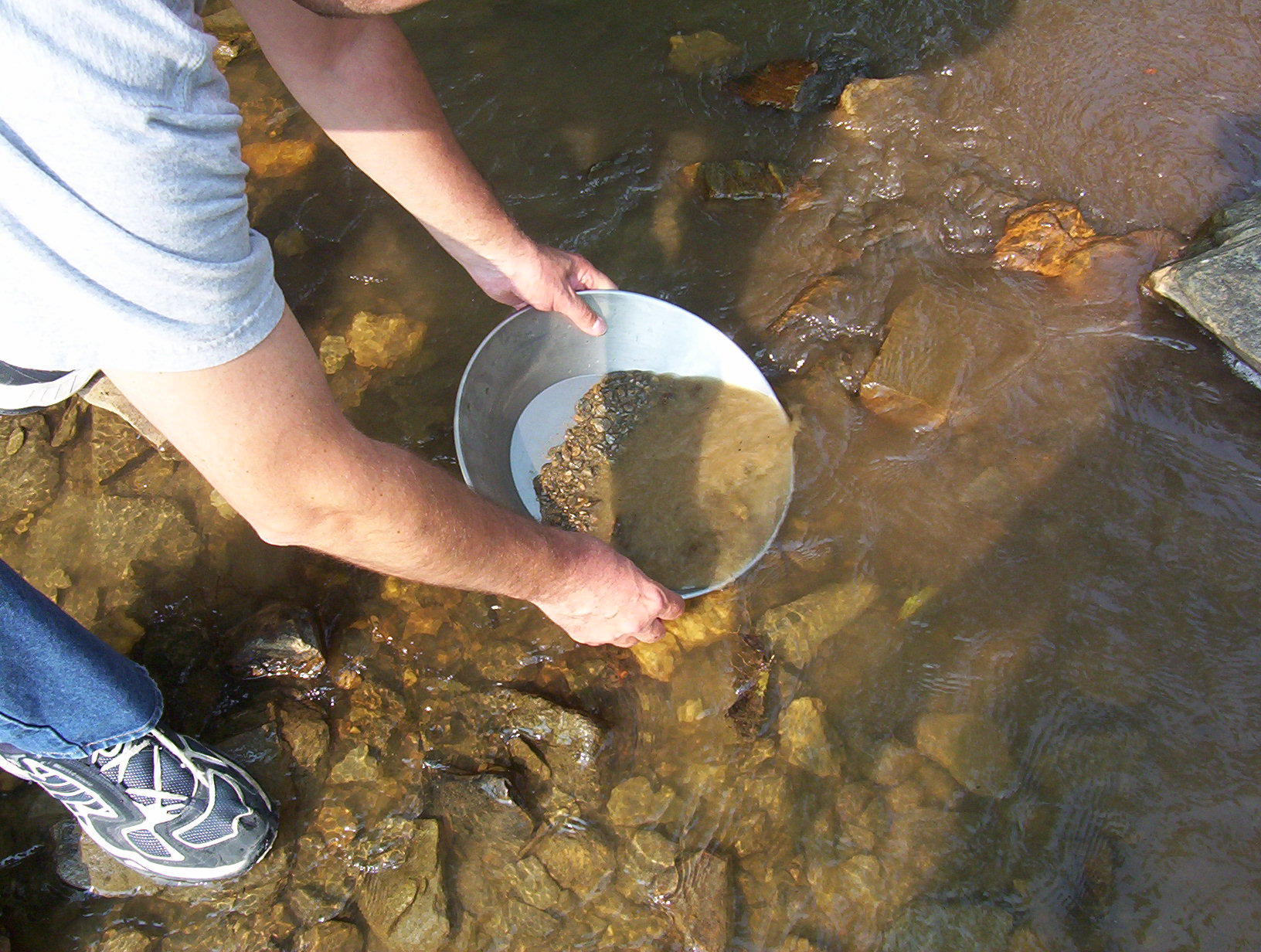
Oro. Hombre buscando oro en un río, denominado también como la Minería de oro.

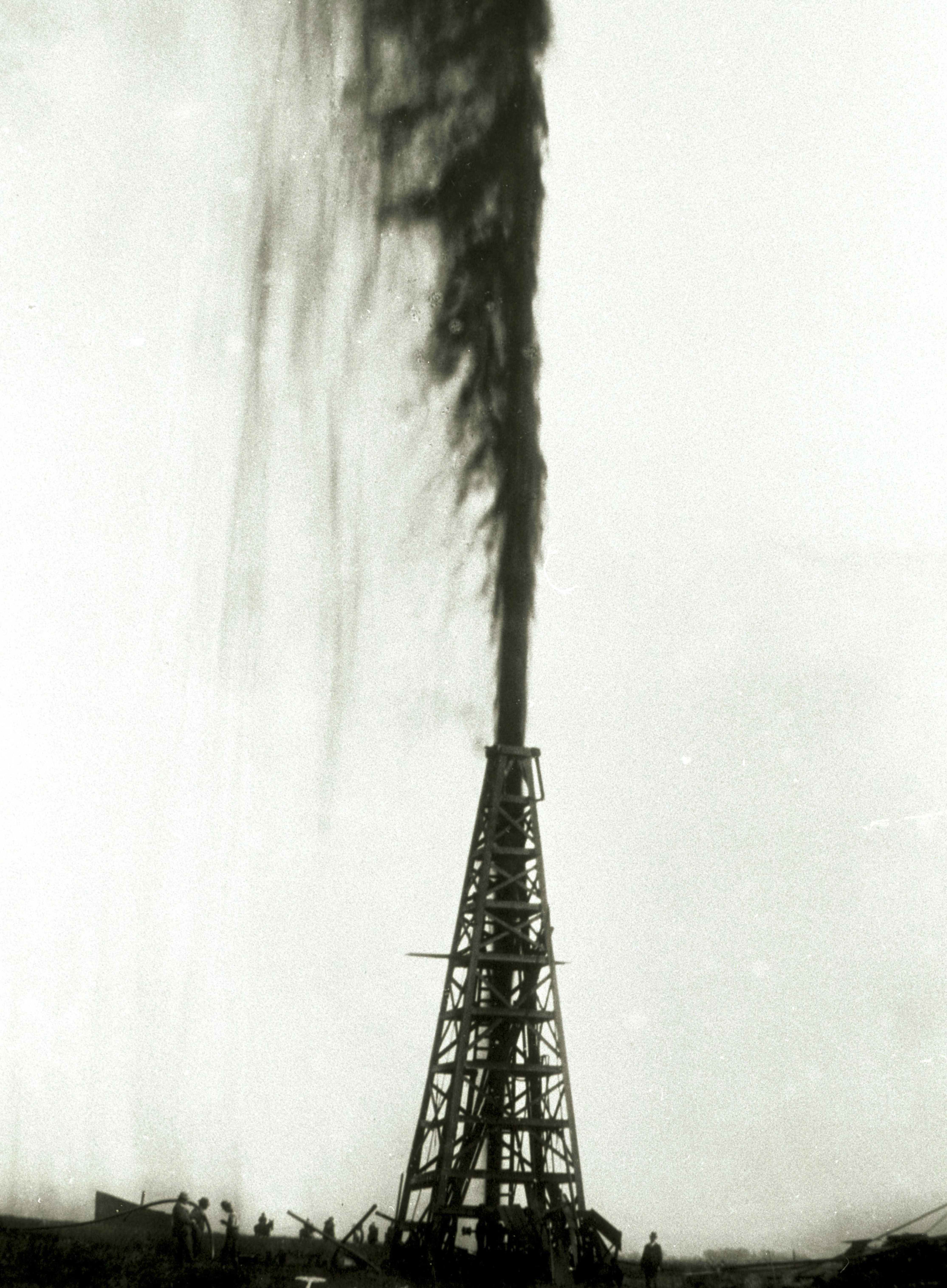
Producción de Petróleo mediante la explotación

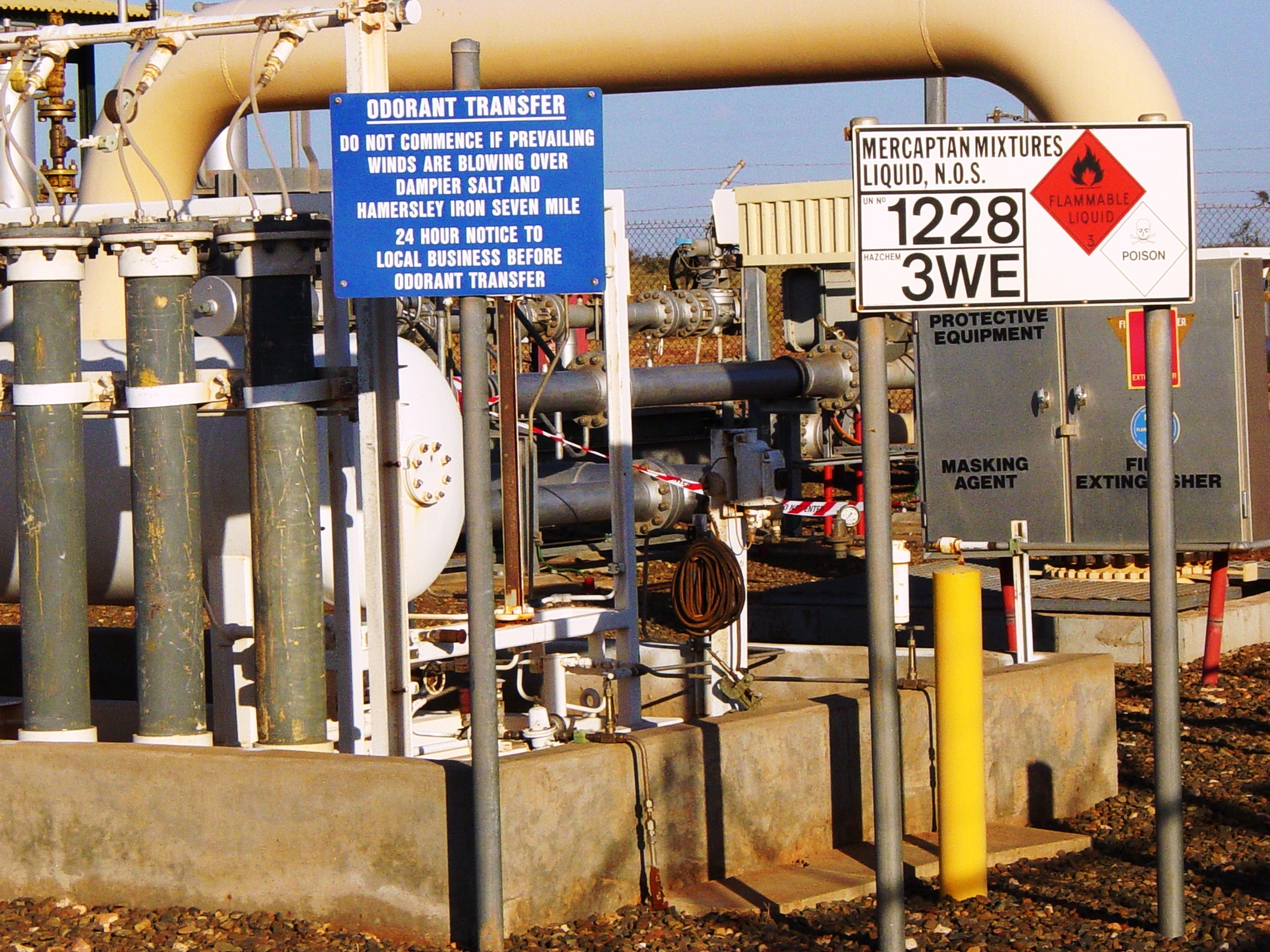
Producción de Gas natural. Tuberías de gas natural en una planta gasífera.

| Evolución histórica de la Extracción de Minas y Canteras en el Departamento de Pando | Evolución histórica de la Extracción de Minas y Canteras en el Departamento de Pando | Evolución histórica de la Extracción de Minas y Canteras en el Departamento de Pando | Evolución histórica de la Extracción de Minas y Canteras en el Departamento de Pando | Evolución histórica de la Extracción de Minas y Canteras en el Departamento de Pando | Evolución histórica de la Extracción de Minas y Canteras en el Departamento de Pando | Evolución histórica de la Extracción de Minas y Canteras en el Departamento de Pando |
| Año                                                                                  | En Bolivianos                                                                        | Crecimiento %                                                                        | % del PIB                                                                            | Año                                                                                  | En Dólares                                                                           | Tipo de cambio                                                                       |
| ------------------------------------------------------------------------------------ | ------------------------------------------------------------------------------------ | ------------------------------------------------------------------------------------ | ------------------------------------------------------------------------------------ | ------------------------------------------------------------------------------------ | ------------------------------------------------------------------------------------ | ------------------------------------------------------------------------------------ |
| 1988                                                                                 | Bs 8.794.000                                                                         | Sin cambios                                                                          | 11,07                                                                                | 1988                                                                                 | US$ 3.742.127                                                                        | 1 US$ = 2,35 Bs                                                                      |
| 1989                                                                                 | Bs 9.521.000                                                                         | 10,40 %                                                                              | 10,31                                                                                | 1989                                                                                 | US$ 3.552.611                                                                        | 1 US$ = 2,68 Bs                                                                      |
| 1990                                                                                 | Bs 16.183.000                                                                        | 65,94 %                                                                              | 13,43                                                                                | 1990                                                                                 | US$ 5.121.202                                                                        | 1 US$ = 3,16 Bs                                                                      |
| 1991                                                                                 | Bs 11.896.000                                                                        | - 23,63 %                                                                            | 8,55                                                                                 | 1991                                                                                 | US$ 3.332.212                                                                        | 1 US$ = 3,57 Bs                                                                      |
| 1992                                                                                 | Bs 10.844.000                                                                        | - 18,3 %                                                                             | 7,07                                                                                 | 1992                                                                                 | US$ 2.787.660                                                                        | 1 US$ = 3,89 Bs                                                                      |
| 1993                                                                                 | Bs 12.438.000                                                                        | 29,48 %                                                                              | 7,13                                                                                 | 1993                                                                                 | US$ 2.919.718                                                                        | 1 US$ = 4,26 Bs                                                                      |
| 1994                                                                                 | Bs 16.783.000                                                                        | 11,81 %                                                                              | 8,17                                                                                 | 1994                                                                                 | US$ 3.640.563                                                                        | 1 US$ = 4,61 Bs                                                                      |
| 1995                                                                                 | Bs 20.241.000                                                                        | 2,53 %                                                                               | 8,30                                                                                 | 1995                                                                                 | US$ 4.225.678                                                                        | 1 US$ = 4,79 Bs                                                                      |
| 1996                                                                                 | Bs 21.694.000                                                                        | - 10,71 %                                                                            | 7,71                                                                                 | 1996                                                                                 | US$ 4.278.895                                                                        | 1 US$ = 5,07 Bs                                                                      |
| 1997                                                                                 | Bs 27.955.000                                                                        | 18,43 %                                                                              | 8,74                                                                                 | 1997                                                                                 | US$ 5.334.923                                                                        | 1 US$ = 5,24 Bs                                                                      |
| 1998                                                                                 | Bs 36.593.000                                                                        | 36,97 %                                                                              | 9,37                                                                                 | 1998                                                                                 | US$ 6.653.272                                                                        | 1 US$ = 5,50 Bs                                                                      |
| 1999                                                                                 | Bs 42.361.000                                                                        | 16,37 %                                                                              | 9,96                                                                                 | 1999                                                                                 | US$ 7.303.620                                                                        | 1 US$ = 5,80 Bs                                                                      |
| 2000                                                                                 | Bs 46.549.000                                                                        | 5,20 %                                                                               | 9,83                                                                                 | 2000                                                                                 | US$ 7.544.408                                                                        | 1 US$ = 6,17 Bs                                                                      |
| 2001                                                                                 | Bs 46.231.000                                                                        | - 2,89 %                                                                             | 8,92                                                                                 | 2001                                                                                 | US$ 7.015.326                                                                        | 1 US$ = 6,59 Bs                                                                      |
| 2002                                                                                 | Bs 47.764.000                                                                        | - 7,44 %                                                                             | 9,04                                                                                 | 2002                                                                                 | US$ 6.680.279                                                                        | 1 US$ = 7,15 Bs                                                                      |
| 2003                                                                                 | Bs 51.933.000                                                                        | - 10,70 %                                                                            | 9,53                                                                                 | 2003                                                                                 | US$ 6.797.513                                                                        | 1 US$ = 7,64 Bs                                                                      |
| 2004                                                                                 | Bs 50.567.000                                                                        | - 11,61 %                                                                            | 8,36                                                                                 | 2004                                                                                 | US$ 6.384.722                                                                        | 1 US$ = 7,92 Bs                                                                      |
| 2005                                                                                 | Bs 61.745.000                                                                        | 2,59 %                                                                               | 8,56                                                                                 | 2005                                                                                 | US$ 7.679.726                                                                        | 1 US$ = 8,04 Bs                                                                      |
| 2006                                                                                 | Bs 109.084.000                                                                       | 3,06 %                                                                               | 13,79                                                                                | 2006                                                                                 | US$ 13.704.020                                                                       | 1 US$ = 7,96 Bs                                                                      |
| 2007                                                                                 | Bs 135.089.000                                                                       | 2,52 %                                                                               | 13,54                                                                                | 2007                                                                                 | US$ 17.341.335                                                                       | 1 US$ = 7,79 Bs                                                                      |
| 2008                                                                                 | Bs 202.167.000                                                                       | 28,21 %                                                                              | 17,72                                                                                | 2008                                                                                 | US$ 28.156.963                                                                       | 1 US$ = 7,18 Bs                                                                      |
| 2009                                                                                 | Bs 124.202.000                                                                       | 1,72 %                                                                               | 11,43                                                                                | 2009                                                                                 | US$ 17.845.114                                                                       | 1 US$ = 6,96 Bs                                                                      |
| 2010                                                                                 | Bs 166.007.000                                                                       | 1,77 %                                                                               | 12,84                                                                                | 2010                                                                                 | US$ 23.851.580                                                                       | 1 US$ = 6,96 Bs                                                                      |
| 2011                                                                                 | Bs 204.491.000                                                                       | - 3,07 %                                                                             | 13,23                                                                                | 2011                                                                                 | US$ 29.722.529                                                                       | 1 US$ = 6,88 Bs                                                                      |
| 2012                                                                                 | Bs 160.037.000                                                                       | - 13,14 %                                                                            | 9,55                                                                                 | 2012                                                                                 | US$ 23.329.008                                                                       | 1 US$ = 6,86 Bs                                                                      |
| 2013                                                                                 | Bs 166.555.000                                                                       | 0,10 %                                                                               | 9,04                                                                                 | 2013                                                                                 | US$ 24.279.154                                                                       | 1 US$ = 6,86 Bs                                                                      |
| 2014                                                                                 | Bs 165.888.000                                                                       | 2,11 %                                                                               | 8,50                                                                                 | 2014                                                                                 | US$ 24.181.924                                                                       | 1 US$ = 6,86 Bs                                                                      |
| 2015                                                                                 | Bs 152.278.000                                                                       | 2,98 %                                                                               | 7,60                                                                                 | 2015                                                                                 | US$ 22.197.959                                                                       | 1 US$ = 6,86 Bs                                                                      |
| 2016                                                                                 | Bs 165.529.000                                                                       | - 1,03 %                                                                             | 7,77                                                                                 | 2016                                                                                 | US$ 24.129.591                                                                       | 1 US$ = 6,86 Bs                                                                      |
| 2017                                                                                 | Bs 252.817.000                                                                       | 13,07 %                                                                              | 10,85                                                                                | 2017                                                                                 | US$ 36.853.790                                                                       | 1 US$ = 6,86 Bs                                                                      |
| Fuente:Instituto Nacional de Estadística de Bolivia (INE) (2018)                     | Fuente:Instituto Nacional de Estadística de Bolivia (INE) (2018)                     | Fuente:Instituto Nacional de Estadística de Bolivia (INE) (2018)                     | Fuente:Instituto Nacional de Estadística de Bolivia (INE) (2018)                     | Fuente: Instituto Nacional de Estadística de Bolivia (INE) (2018)                    | Fuente: Instituto Nacional de Estadística de Bolivia (INE) (2018)                    | Fuente: Instituto Nacional de Estadística de Bolivia (INE) (2018)                    |

| División del Área de Extracción de Canteras y Minas en el Departamento de Pando en 2017 | División del Área de Extracción de Canteras y Minas en el Departamento de Pando en 2017 | División del Área de Extracción de Canteras y Minas en el Departamento de Pando en 2017 | División del Área de Extracción de Canteras y Minas en el Departamento de Pando en 2017 |
| Posición                                                                                | Actividad Económica                                                                     | Producción En Bolivianos                                                                | Producción En dólares                                                                   |
| --------------------------------------------------------------------------------------- | --------------------------------------------------------------------------------------- | --------------------------------------------------------------------------------------- | --------------------------------------------------------------------------------------- |
| 1.º                                                                                     | Minerales Metálicos y no Metálicos                                                      | Bs 252.817.000                                                                          | US$ 36.853.790                                                                          |
| 2.º                                                                                     | Petróleo Crudo y Gas Natural                                                            | Bs 0                                                                                    | US$ 0                                                                                   |
| Total                                                                                   | Extracción de Canteras y Minas                                                          | Bs 252.817.000                                                                          | US$ 36.853.790                                                                          |
| Fuente: Instituto Nacional de Estadística de Bolivia INE (2018)                         |                                                                                         |                                                                                         |                                                                                         |

| Departamentos de Bolivia por producción de                      | Departamentos de Bolivia por producción de | Departamentos de Bolivia por producción de | Departamentos de Bolivia por producción de | Departamentos de Bolivia por producción de |
| Posición                                                        | Departamento                               | Producción En Bolivianos                   | Producción En dólares                      | % de su PIB                                |
| --------------------------------------------------------------- | ------------------------------------------ | ------------------------------------------ | ------------------------------------------ | ------------------------------------------ |
| 1.º                                                             | Santa Cruz                                 | Bs                                         | US$                                        |                                            |
| 2.º                                                             | La Paz                                     | Bs                                         | US$                                        |                                            |
| 3.º                                                             | Cochabamba                                 | Bs                                         | US$                                        |                                            |
| 4.º                                                             | Chuquisaca                                 | Bs                                         | US$                                        |                                            |
| 5.º                                                             | Beni                                       | Bs                                         | US$                                        |                                            |
| 6.º                                                             | Potosí                                     | Bs                                         | US$                                        |                                            |
| 7.º                                                             | Tarija                                     | Bs                                         | US$                                        |                                            |
| 8.º                                                             | Oruro                                      | Bs                                         | US$                                        |                                            |
| 9.º                                                             | Pando                                      | Bs                                         | US$                                        |                                            |
| Total                                                           | Bolivia                                    | Bs                                         | US$                                        | 11,60                                      |
| Fuente: Instituto Nacional de Estadística de Bolivia INE (2018) |                                            |                                            |                                            |                                            |

#### Industrias Manufactureras

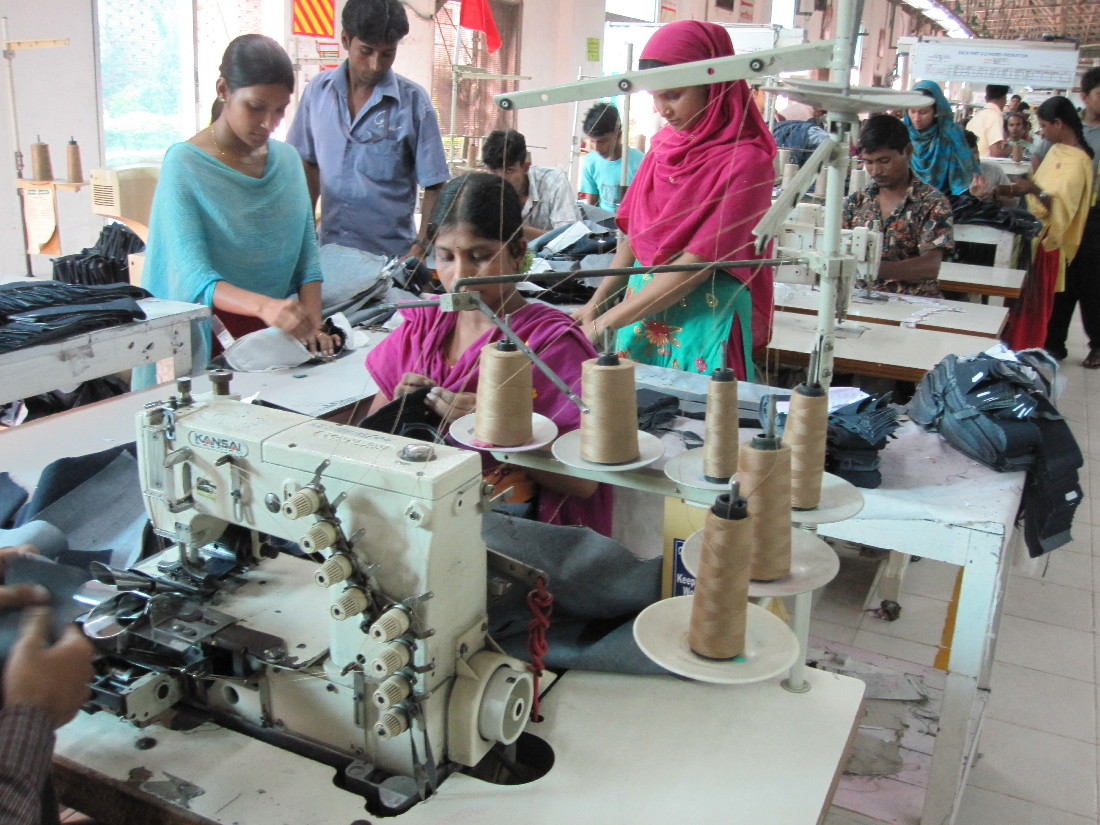
Textiles. Mujeres trabajando en fabrica de textiles.

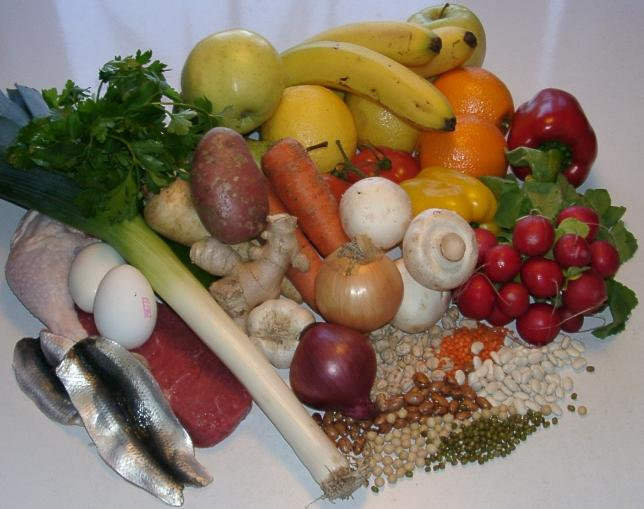
Alimentos. Gran variedad de Alimentos.

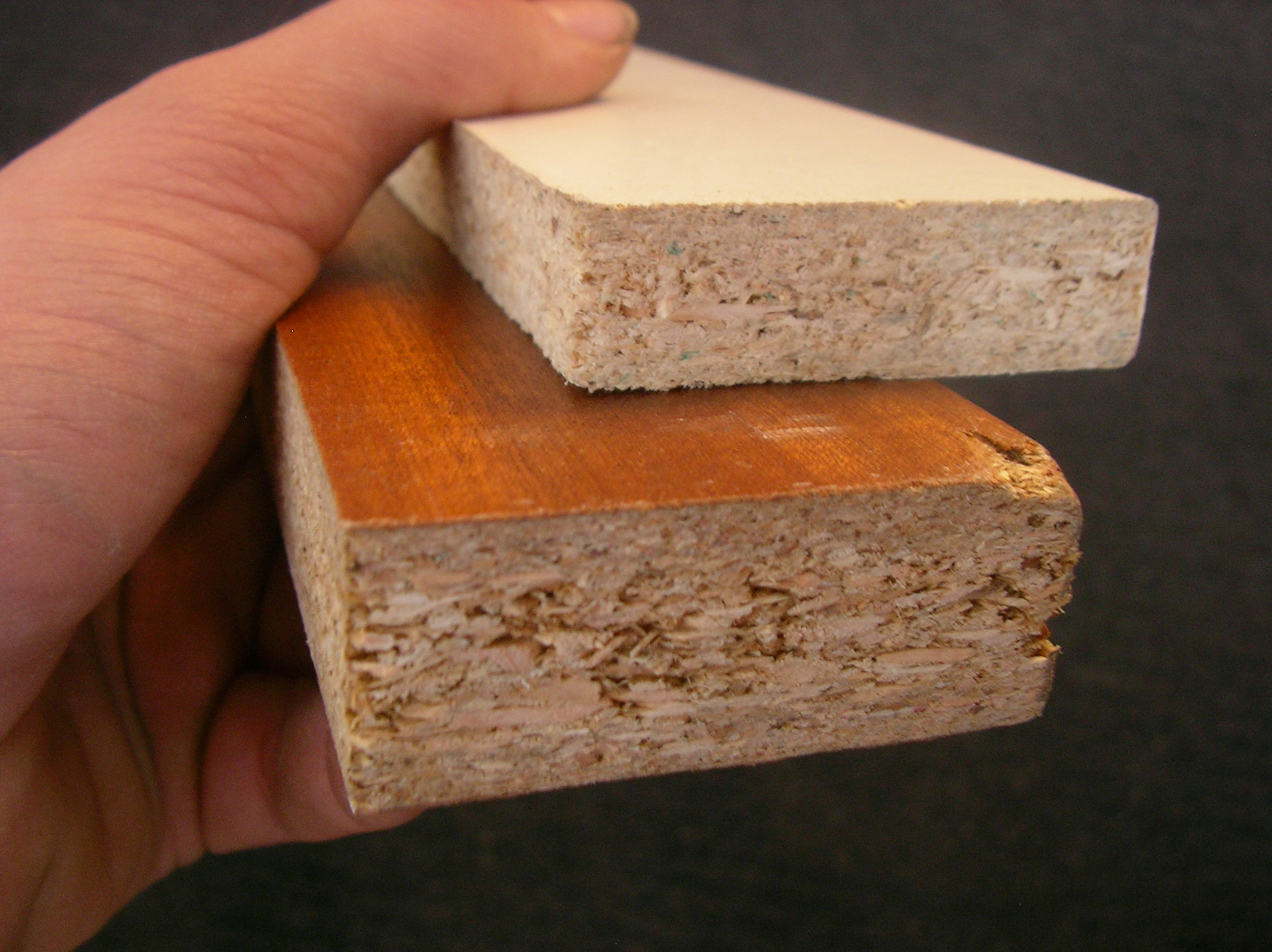
Industria de la Madera.

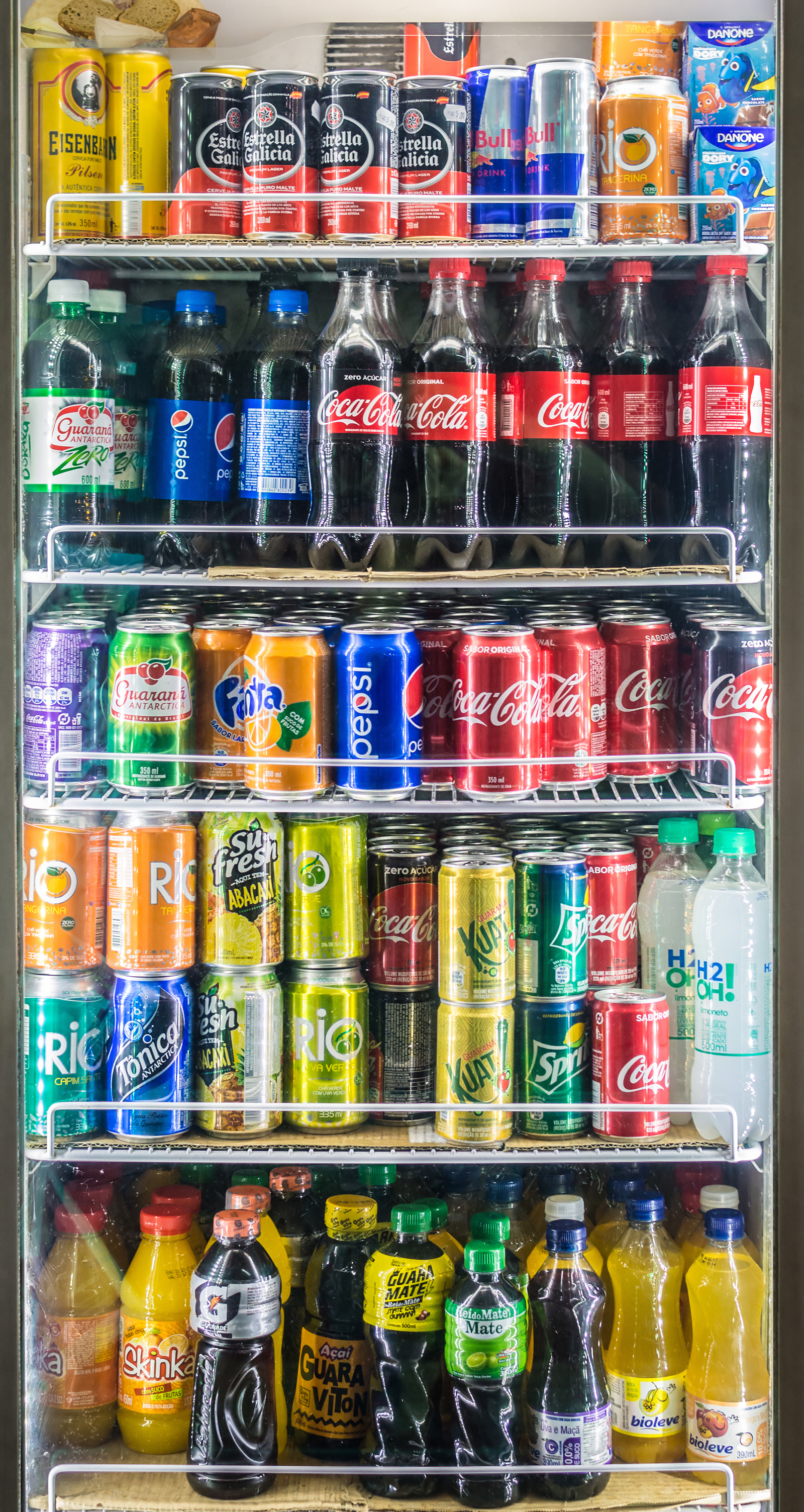
Bebidas. Industria de bebidas

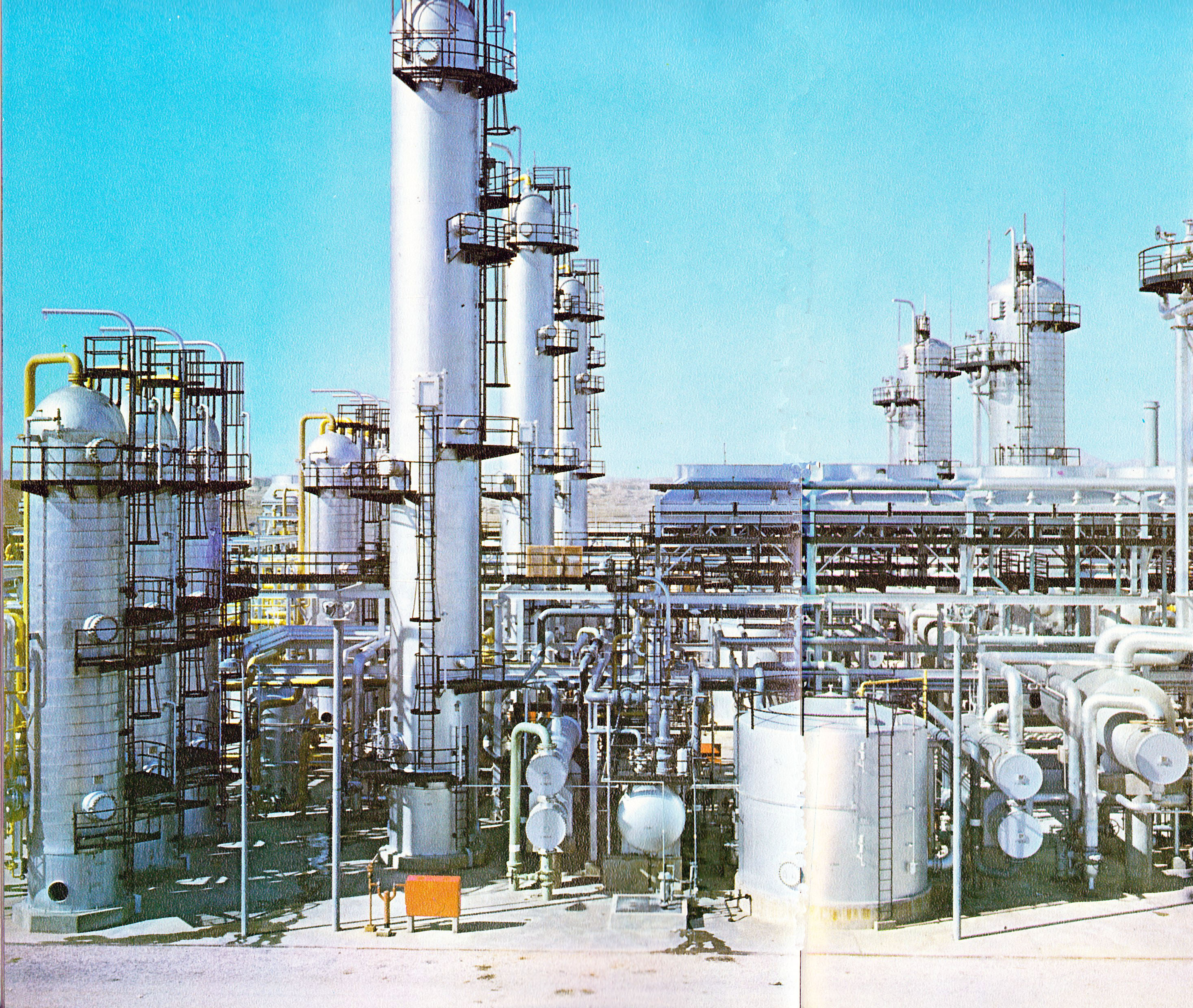
Refinación del petróleo. Vista de una Refinería de petróleo para la producción de gasolina, queroseno, diésel, etc.

| Evolución histórica de las Industrias Manufactureras en el Departamento de Pando | Evolución histórica de las Industrias Manufactureras en el Departamento de Pando | Evolución histórica de las Industrias Manufactureras en el Departamento de Pando | Evolución histórica de las Industrias Manufactureras en el Departamento de Pando | Evolución histórica de las Industrias Manufactureras en el Departamento de Pando | Evolución histórica de las Industrias Manufactureras en el Departamento de Pando | Evolución histórica de las Industrias Manufactureras en el Departamento de Pando |
| Año                                                                              | En Bolivianos                                                                    | Crecimiento %                                                                    | % del PIB                                                                        | Año                                                                              | En Dólares                                                                       | Tipo de cambio                                                                   |
| -------------------------------------------------------------------------------- | -------------------------------------------------------------------------------- | -------------------------------------------------------------------------------- | -------------------------------------------------------------------------------- | -------------------------------------------------------------------------------- | -------------------------------------------------------------------------------- | -------------------------------------------------------------------------------- |
| 1988                                                                             | Bs 9.934.000                                                                     | Sin cambios                                                                      | 12,50                                                                            | 1988                                                                             | US$ 4.227.234                                                                    | 1 US$ = 2,35 Bs                                                                  |
| 1989                                                                             | Bs 11.149.000                                                                    | 11,46 %                                                                          | 12,07                                                                            | 1989                                                                             | US$ 4.160.074                                                                    | 1 US$ = 2,68 Bs                                                                  |
| 1990                                                                             | Bs 14.892.000                                                                    | 11,73 %                                                                          | 12,36                                                                            | 1990                                                                             | US$ 4.712.658                                                                    | 1 US$ = 3,16 Bs                                                                  |
| 1991                                                                             | Bs 16.684.000                                                                    | - 0,20 %                                                                         | 11,99                                                                            | 1991                                                                             | US$ 4.673.389                                                                    | 1 US$ = 3,57 Bs                                                                  |
| 1992                                                                             | Bs 18.868.000                                                                    | 6,78 %                                                                           | 12,30                                                                            | 1992                                                                             | US$ 4.850.385                                                                    | 1 US$ = 3,89 Bs                                                                  |
| 1993                                                                             | Bs 20.629.000                                                                    | 5,12 %                                                                           | 11,83                                                                            | 1993                                                                             | US$ 4.842.488                                                                    | 1 US$ = 4,26 Bs                                                                  |
| 1994                                                                             | Bs 30.947.000                                                                    | 45,19 %                                                                          | 15,07                                                                            | 1994                                                                             | US$ 6.713.015                                                                    | 1 US$ = 4,61 Bs                                                                  |
| 1995                                                                             | Bs 39.899.000                                                                    | 11,21 %                                                                          | 16,36                                                                            | 1995                                                                             | US$ 8.329.645                                                                    | 1 US$ = 4,79 Bs                                                                  |
| 1996                                                                             | Bs 47.285.000                                                                    | 7,33 %                                                                           | 16,80                                                                            | 1996                                                                             | US$ 9.326.429                                                                    | 1 US$ = 5,07 Bs                                                                  |
| 1997                                                                             | Bs 52.866.000                                                                    | 4,95 %                                                                           | 16,53                                                                            | 1997                                                                             | US$ 10.088.931                                                                   | 1 US$ = 5,24 Bs                                                                  |
| 1998                                                                             | Bs 54.789.000                                                                    | 1,65 %                                                                           | 14,03                                                                            | 1998                                                                             | US$ 9.961.636                                                                    | 1 US$ = 5,50 Bs                                                                  |
| 1999                                                                             | Bs 59.227.000                                                                    | 6,05 %                                                                           | 13,92                                                                            | 1999                                                                             | US$ 10.211.551                                                                   | 1 US$ = 5,80 Bs                                                                  |
| 2000                                                                             | Bs 61.322.000                                                                    | 2,07 %                                                                           | 12,95                                                                            | 2000                                                                             | US$ 9.938.735                                                                    | 1 US$ = 6,17 Bs                                                                  |
| 2001                                                                             | Bs 63.979.000                                                                    | - 0,07 %                                                                         | 12,34                                                                            | 2001                                                                             | US$ 9.708.497                                                                    | 1 US$ = 6,59 Bs                                                                  |
| 2002                                                                             | Bs 64.091.000                                                                    | - 1,05 %                                                                         | 12,13                                                                            | 2002                                                                             | US$ 8.963.776                                                                    | 1 US$ = 7,15 Bs                                                                  |
| 2003                                                                             | Bs 67.477.000                                                                    | 4,21 %                                                                           | 12,39                                                                            | 2003                                                                             | US$ 8.832.068                                                                    | 1 US$ = 7,64 Bs                                                                  |
| 2004                                                                             | Bs 72.240.000                                                                    | 1,34 %                                                                           | 11,95                                                                            | 2004                                                                             | US$ 9.455.497                                                                    | 1 US$ = 7,92 Bs                                                                  |
| 2005                                                                             | Bs 72.366.000                                                                    | - 0,66 %                                                                         | 10,03                                                                            | 2005                                                                             | US$ 9.000.746                                                                    | 1 US$ = 8,04 Bs                                                                  |
| 2006                                                                             | Bs 79.907.000                                                                    | 3,06 %                                                                           | 10,10                                                                            | 2006                                                                             | US$ 10.038.567                                                                   | 1 US$ = 7,96 Bs                                                                  |
| 2007                                                                             | Bs 86.076.000                                                                    | 1,91 %                                                                           | 8,63                                                                             | 2007                                                                             | US$ 11.049.550                                                                   | 1 US$ = 7,79 Bs                                                                  |
| 2008                                                                             | Bs 98.775.000                                                                    | 3,5 %                                                                            | 8,66                                                                             | 2008                                                                             | US$ 13.756.963                                                                   | 1 US$ = 7,18 Bs                                                                  |
| 2009                                                                             | Bs 99.297.000                                                                    | 1,12 %                                                                           | 9,13                                                                             | 2009                                                                             | US$ 14.266.810                                                                   | 1 US$ = 6,96 Bs                                                                  |
| 2010                                                                             | Bs 101.655.000                                                                   | 2,66 %                                                                           | 7,86                                                                             | 2010                                                                             | US$ 14.605.603                                                                   | 1 US$ = 6,96 Bs                                                                  |
| 2011                                                                             | Bs 106.405.000                                                                   | 0,80 %                                                                           | 6,89                                                                             | 2011                                                                             | US$ 15.465.843                                                                   | 1 US$ = 6,88 Bs                                                                  |
| 2012                                                                             | Bs 112.272.000                                                                   | 1,17 %                                                                           | 6,70                                                                             | 2012                                                                             | US$ 16.366.180                                                                   | 1 US$ = 6,86 Bs                                                                  |
| 2013                                                                             | Bs 117.863.000                                                                   | - 0,11 %                                                                         | 6,40                                                                             | 2013                                                                             | US$ 17.181.195                                                                   | 1 US$ = 6,86 Bs                                                                  |
| 2014                                                                             | Bs 119.136.000                                                                   | 0,10 %                                                                           | 6,11                                                                             | 2014                                                                             | US$ 17.366.763                                                                   | 1 US$ = 6,86 Bs                                                                  |
| 2015                                                                             | Bs 119.082.000                                                                   | 0,03 %                                                                           | 5,94                                                                             | 2015                                                                             | US$ 17.358.892                                                                   | 1 US$ = 6,86 Bs                                                                  |
| 2016                                                                             | Bs 125.025.000                                                                   | 1,00 %                                                                           | 5,87                                                                             | 2016                                                                             | US$ 18.225.218                                                                   | 1 US$ = 6,86 Bs                                                                  |
| 2017                                                                             | Bs 126.866.000                                                                   | 0,18 %                                                                           | 5,45                                                                             | 2017                                                                             | US$ 18.493.586                                                                   | 1 US$ = 6,86 Bs                                                                  |
| Fuente:Instituto Nacional de Estadística de Bolivia (INE) (2018)                 | Fuente:Instituto Nacional de Estadística de Bolivia (INE) (2018)                 | Fuente:Instituto Nacional de Estadística de Bolivia (INE) (2018)                 | Fuente:Instituto Nacional de Estadística de Bolivia (INE) (2018)                 | Fuente: Instituto Nacional de Estadística de Bolivia (INE) (2018)                | Fuente: Instituto Nacional de Estadística de Bolivia (INE) (2018)                | Fuente: Instituto Nacional de Estadística de Bolivia (INE) (2018)                |

| División del Área de Industrias Manufactureras en el Departamento de Pando en 2017 | División del Área de Industrias Manufactureras en el Departamento de Pando en 2017 | División del Área de Industrias Manufactureras en el Departamento de Pando en 2017 | División del Área de Industrias Manufactureras en el Departamento de Pando en 2017 |
| Posición                                                                           | Actividad Económica                                                                | Producción En Bolivianos                                                           | Producción En dólares                                                              |
| ---------------------------------------------------------------------------------- | ---------------------------------------------------------------------------------- | ---------------------------------------------------------------------------------- | ---------------------------------------------------------------------------------- |
| 1.º                                                                                | Textiles, Prendas de Vestir y Productos del Cuero                                  | Bs 54.885.000                                                                      | US$ 8.000.728                                                                      |
| 2.º                                                                                | Alimentos                                                                          | Bs 27.336.000                                                                      | US$ 3.984.839                                                                      |
| 3.º                                                                                | Madera y Productos de Madera                                                       | Bs 19.007.000                                                                      | US$ 2.770.699                                                                      |
| 4.º                                                                                | Otras Industrias Manufactureras                                                    | Bs 17.840.000                                                                      | US$ 2.600.583                                                                      |
| 5.º                                                                                | Productos de Minerales no Metálicos                                                | Bs 7.660.000                                                                       | US$ 1.116.618                                                                      |
| 6.º                                                                                | Bebidas y Tabaco                                                                   | Bs 68.000                                                                          | US$ 9.912                                                                          |
| 7.º                                                                                | Productos de Refinación del Petróleo                                               | Bs 0                                                                               | US$ 0                                                                              |
| Total                                                                              | Industrias Manufactureras                                                          | Bs 126.866.000                                                                     | US$ 18.493.586                                                                     |
| Fuente: Instituto Nacional de Estadística de Bolivia INE (2018)                    |                                                                                    |                                                                                    |                                                                                    |

| Departamentos de Bolivia por producción de                      | Departamentos de Bolivia por producción de | Departamentos de Bolivia por producción de | Departamentos de Bolivia por producción de | Departamentos de Bolivia por producción de |
| Posición                                                        | Departamento                               | Producción En Bolivianos                   | Producción En dólares                      | % de su PIB                                |
| --------------------------------------------------------------- | ------------------------------------------ | ------------------------------------------ | ------------------------------------------ | ------------------------------------------ |
| 1.º                                                             | Santa Cruz                                 | Bs                                         | US$                                        |                                            |
| 2.º                                                             | La Paz                                     | Bs                                         | US$                                        |                                            |
| 3.º                                                             | Cochabamba                                 | Bs                                         | US$                                        |                                            |
| 4.º                                                             | Chuquisaca                                 | Bs                                         | US$                                        |                                            |
| 5.º                                                             | Beni                                       | Bs                                         | US$                                        |                                            |
| 6.º                                                             | Potosí                                     | Bs                                         | US$                                        |                                            |
| 7.º                                                             | Tarija                                     | Bs                                         | US$                                        |                                            |
| 8.º                                                             | Oruro                                      | Bs                                         | US$                                        |                                            |
| 9.º                                                             | Pando                                      | Bs                                         | US$                                        |                                            |
| Total                                                           | Bolivia                                    | Bs                                         | US$                                        | 11,60                                      |
| Fuente: Instituto Nacional de Estadística de Bolivia INE (2018) |                                            |                                            |                                            |                                            |